# جامع مرجان

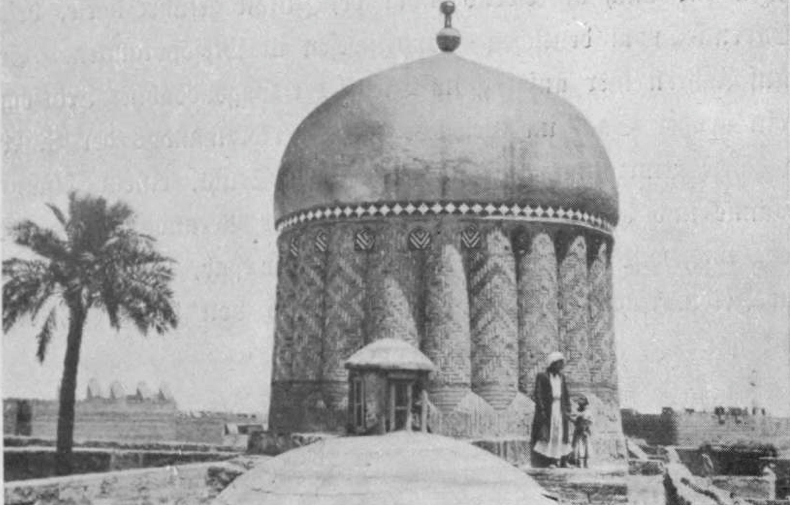
جامع مرجان في عام 1918 ويلاحظ القبة المشيفة للضريح والتي هدمت في عام 1946 لاجل توسعة شارع الرشيد

جامع مرجان من مساجد العراق الأثرية القديمة، ويقع في شارع الرشيد، في منطقة الشورجة على يمين الداخل إلى سوق العطارين ببغداد، وهو مسجد محكم البناء وفسيح الأرجاء وكانت فيهِ مدرسة تسمى المدرسة المرجانية وشيد هذه المدرسة أمين الدين مرجان بن عبد الله بن عبد الرحمن السلطاني الأولجايتي من موالي السلطان أويس بن حسن الإليخاني أحد أمراء الجلائريون عام 758هـ/ 1356م، وشرط التدريس فيها على المذاهب الأربعة، ووقف على لوازمها ما كان يملكه من عقارات في بغداد وخارجها ذكرها في وقفيته التي كانت محررة بالحجر على جدران المدرسة وبنى لها غرفاً للمدرسين وكذلك مستشفى يطل على نهر دجلة خاص لطلبة العلم، وأصبح فيما بعد هذا المستشفى قهوة الشط وتوابعها، وتوفي أمين الدين مرجان عام 774 هـ، ودفن في المدرسة وشيد على قبرهِ قبة جميلة ومشيفة الشكل هدمت فيما بعد عند توسعة شارع الرشيد، وبعد ذلك أتخذ الوزير سليمان باشا من المدرسة مسجداً جامعاً تقام فيهِ الصلوات الخمس وصلاة الجمعة وصلاة العيدين، وآخر تعمير للجامع كان في عام 1392هـ/ 1973م من قبل وزارة الأوقاف والشؤون الدينية حيث شمل الترميم القباب والسياج الخارجي والساحة والواجهة الأمامية وتبلغ مساحة الجامع حوالي 1500م2 ويستوعب لحوالي 1200 مصل، ويحتوي مصلى حرم الجامع على ثلاث قباب اثنان منها صغيرة وواحدة كبيرة مرتكزة على أقواس تنتهي بالجدران المحيطة بها، وهذا ما أضاف للمصلى روعة هندسية وفنية مميزة، وكان ممن درس في هذه المدرسة الملحقة بهِ العلامة الحاج موسى سميكة مفتي الحنابلة في بغداد، والشيخ أبو الثناء محمود الآلوسي، وأبنه نعمان الآلوسي المتوفي عام 1317هـ/ 1899م، وحفيده محمود شكري الآلوسي، وعلي علاء الدين الآلوسي الذي دفن في ساحة المدرسة بعد وفاته عام 1339هـ/ 1921م، ومن قبلهِ توفي والده نعمان الآلوسي ودفن قربه، وكذلك من الشيوخ المدرسين في المدرسة المرجانية الشيخ ابراهيم الآلوسي الذي درس فيها للفترة من عام 1923 ولغاية عام1927م، وآخر من درس فيها قبل إغلاقها الأستاذ فؤاد بن أحمد شاكر الآلوسي.
شغل الشيخ نجم الدين الواعظ منصب الإمامة والخطابة في الجامع عام 1947م، وكان يلقي فيه دروس الوعظ والأرشاد وله فيه مجلس حافل بأهل العلم والأدب.
ولقد خط الخطاط درويش نعمان الذكائي بقلم خط الثلث الأبيات المحررة على لوحة الكاشاني الأزرق المرسومة على باب مصلى الجامع، والمؤرخة عام 1200هـ/1786م، وهذه الأبيات:

## توسعة شارع الرشيد عام 1946
وفي عام 1365هـ/ 1946م، هدمت القبة التي تحوي الضريح وكذلك المدرسة وأقتطع من الجامع جزء كبير أضيف إلى شارع الرشيد وشيد على ما تبقى منهُ مسجد جامع ولم يبق من أصل المدرسة سوى بابها الأثري القديم، ولقد كانت المناوشات مستمرة في الثلاثينيات بين الحكومة ودائرة أمانة عاصمة بغداد حول موقع جامع مرجان الذي يدخل كالقوس في الشارع وحاولت دائرة الأمانة تهديمه عدة مرات لولا وقوف مديرية الآثار العامة وبعض العلماء والمثقفين في بغداد ضد الفكرة مما ادى إلى تاجيلها حينا من الدهر، ومن الطريف ان أحد امناء العاصمة عقد مؤتمراً صحفياً في قاعة الامانة وقال: (اني استغرب هذا الاهتمام الشديد بجامع عتيق خرب وانا مستعد أن ابني مكانه بعد تهديمه جامعاً أكبر وافخم فلم هذا الإلحاح والتمسك به؟)، وهكذا فقد طلعت الصحف والجرائد في اليوم الثاني تشيد بذكاء هذا الأمين وثقافته، وتمسكه بالمحافظة عل التراث أكثر من تمسك (المس بل)، التي رفضت تهديم جامع مرجان لأنه أثر ثقافي تاريخي، ومع هذا فقد أنعمت عليهِ الحكومة بان نقلتهُ إلى وظيفة مهمة كبيرة أخرى في الدولة، وبعد ذلك تم هدم جزء من الجامع والمدرسة مع القبة المشيفة الأثرية التي تحوي ضريح أمين الدين مرجان لأجل توسعة شارع الرشيد.

## شكل المسجد الحالي
أما شكل بناء المسجد الحالي، فقد أقيم بنيانه في جناح آخر من المدرسة، حيث سلم من يد التهديم، ورفعت عليه ثلاث قباب، أكبرها القبة الوسطى، وقد قلدت فيها قبة المسجد الزائل إلى حد كبير.

## مكتبة المدرسة
وكانت في المدرسة مكتبة ضخمة هي هدية من العلامة نعمان الآلوسي، جعلها وقفاً لطلاب العلم في المدرسة ونقلت هذه المكتبة التي تضم مخطوطات كثيرة من نوادر الكتب السلفية إلى مكتبة الأوقاف العامة، الواقعة في باب المعظم، ثم تم حرق هذه المكتبة بعد غزو العراق في عام 2003م.

## معرض صور

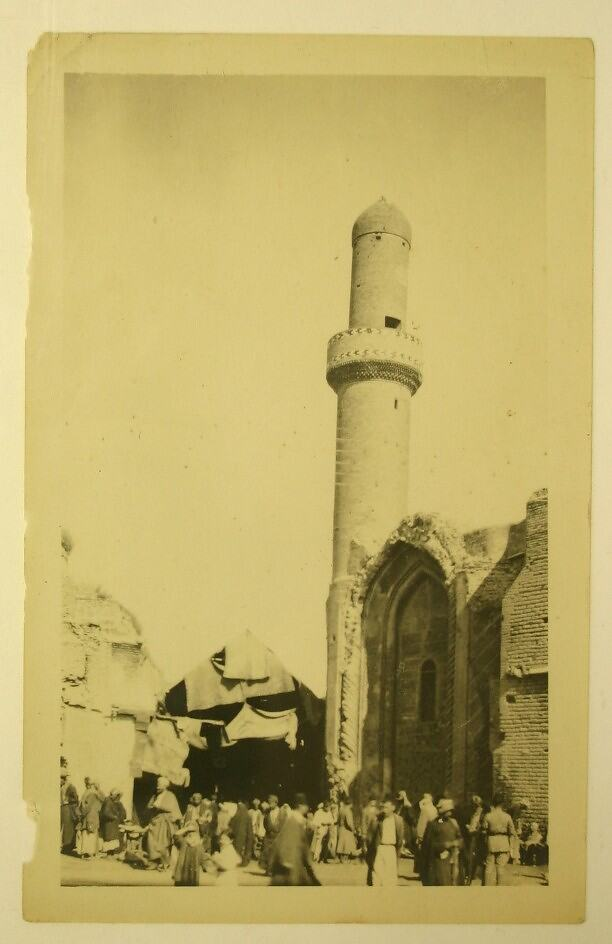
منارة جامع مرجان عام 1916
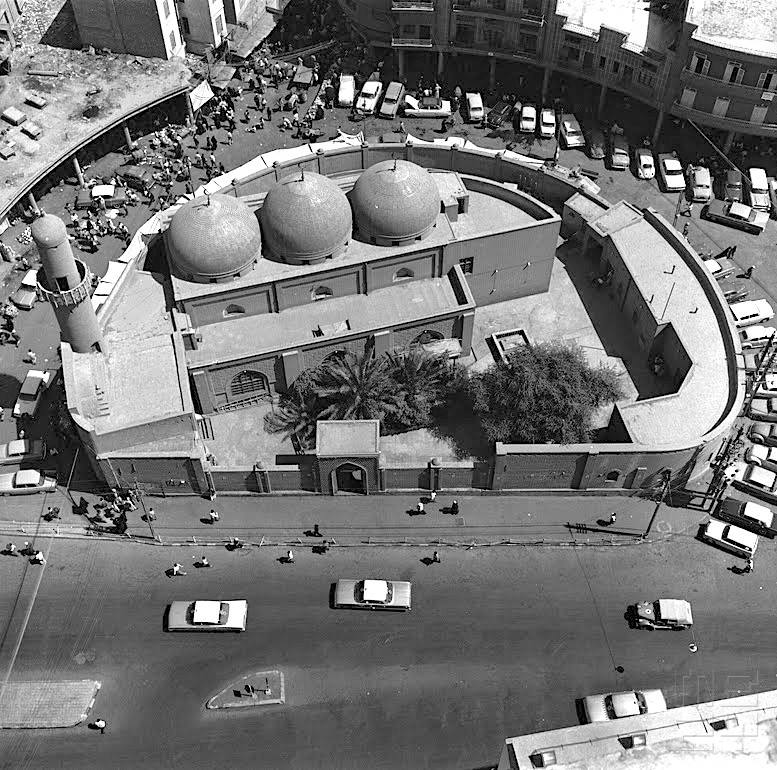
جامع مرجان في عام 1960، بعدسة لطيف العاني.
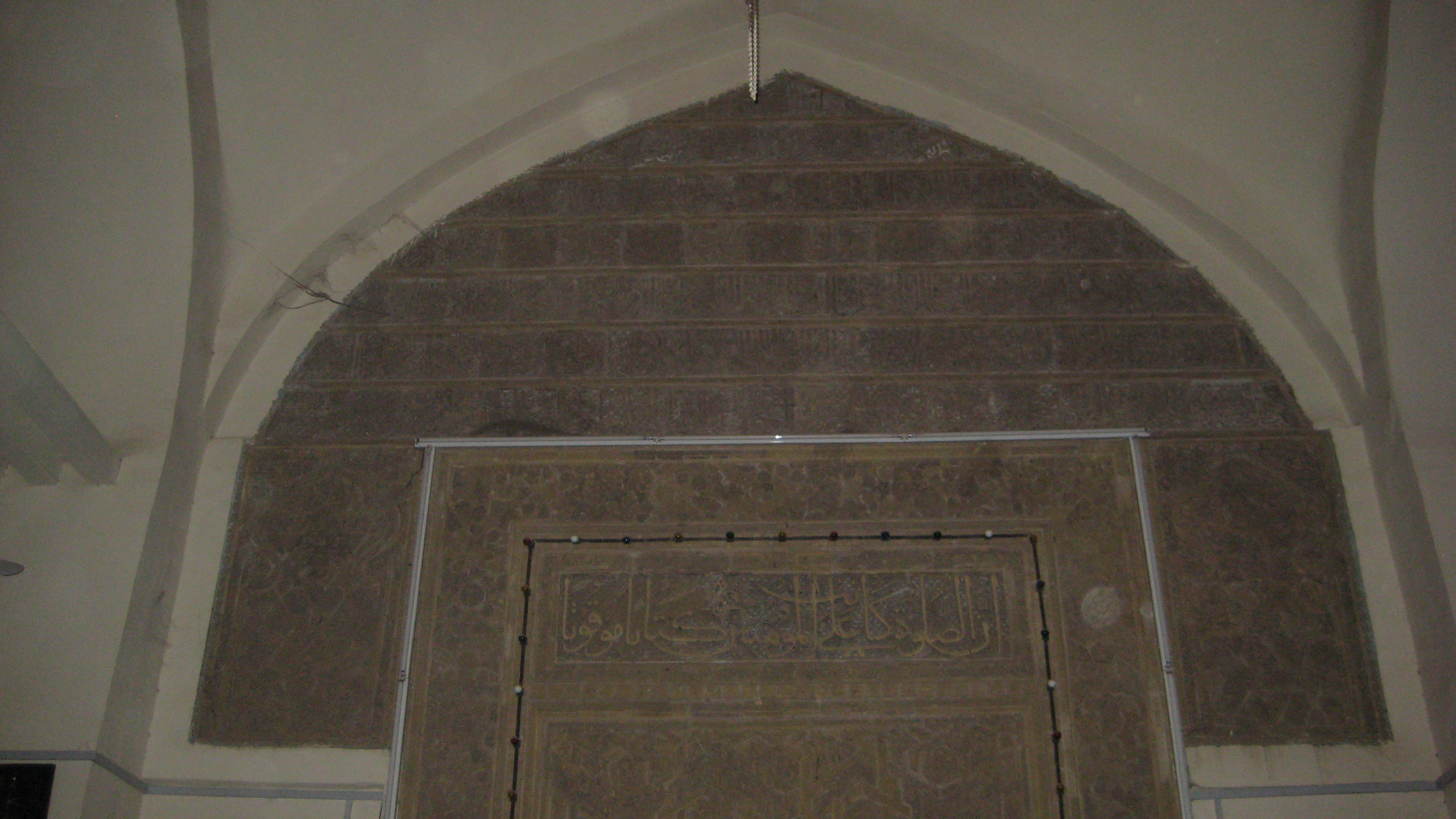
صورة المحراب في مصلى الجامع عام 2012
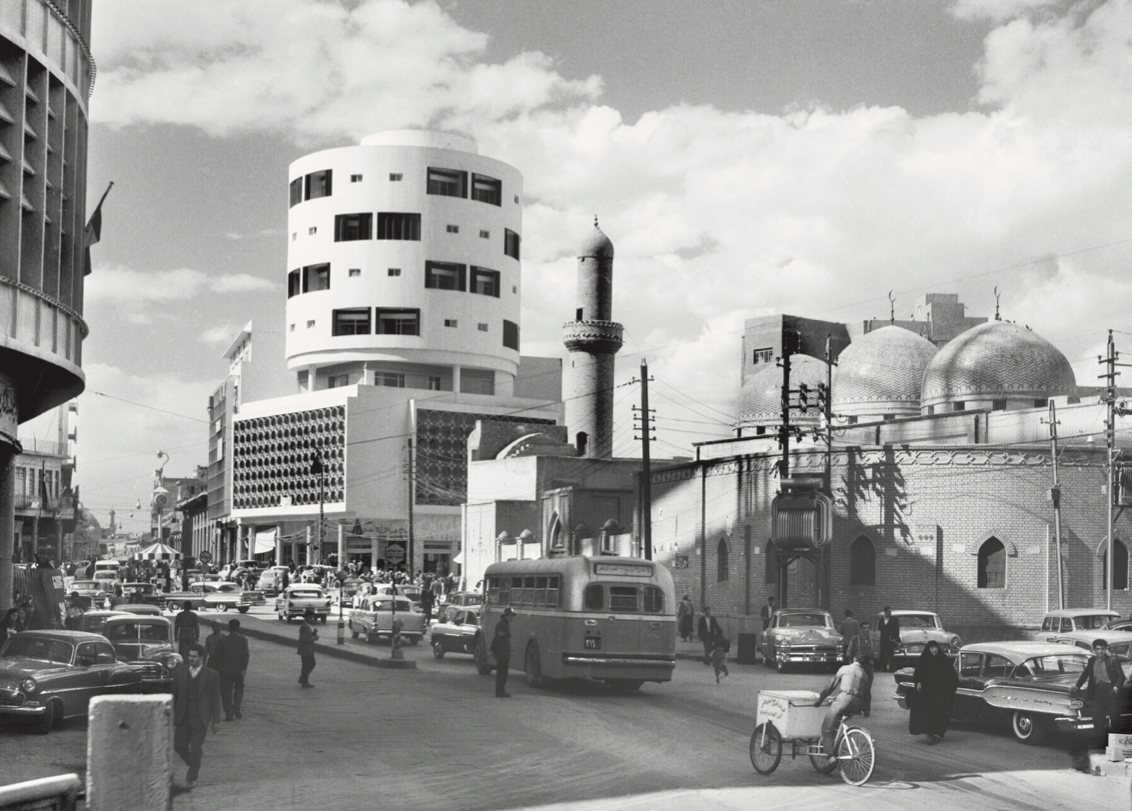
جامع مرجان في عقد الخمسينيات
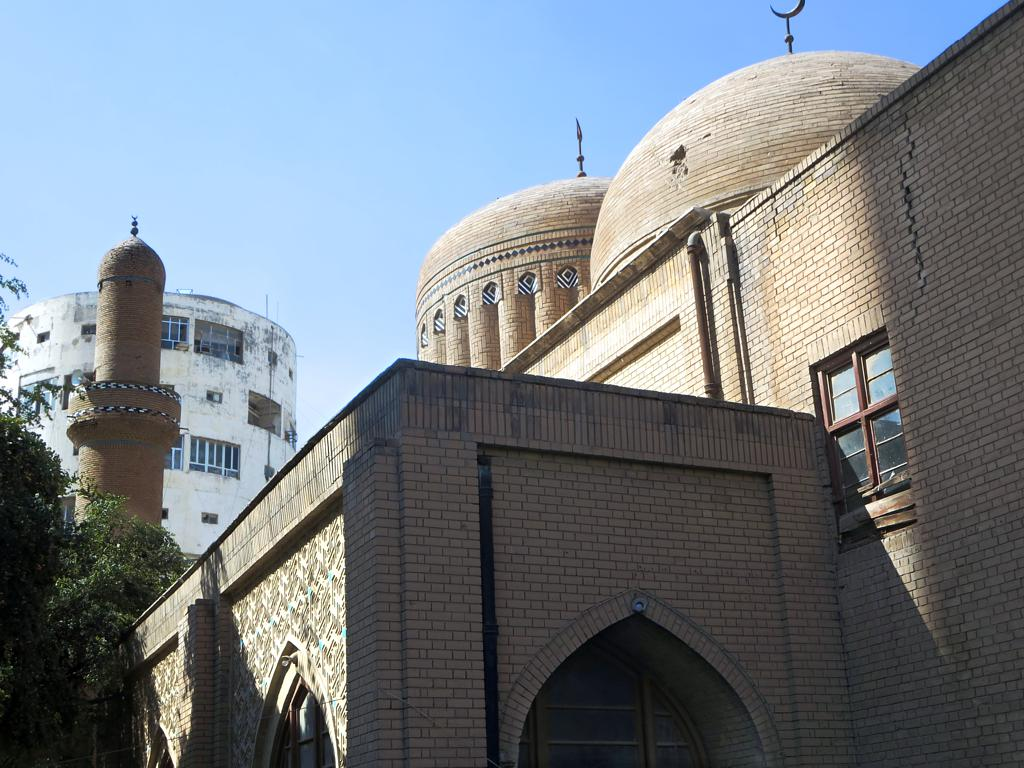
صورة حديثة لجامع مرجان 2016